# Sidi Ghanem
Sidi Ghanem  (in arabo سيدي غانم‎?) è un centro abitato e comune rurale del Marocco situato nella provincia di Chichaoua, regione di Marrakech-Safi. Conta una popolazione di 9 326 abitanti (censimento 2014).